# City Tower武藏小杉

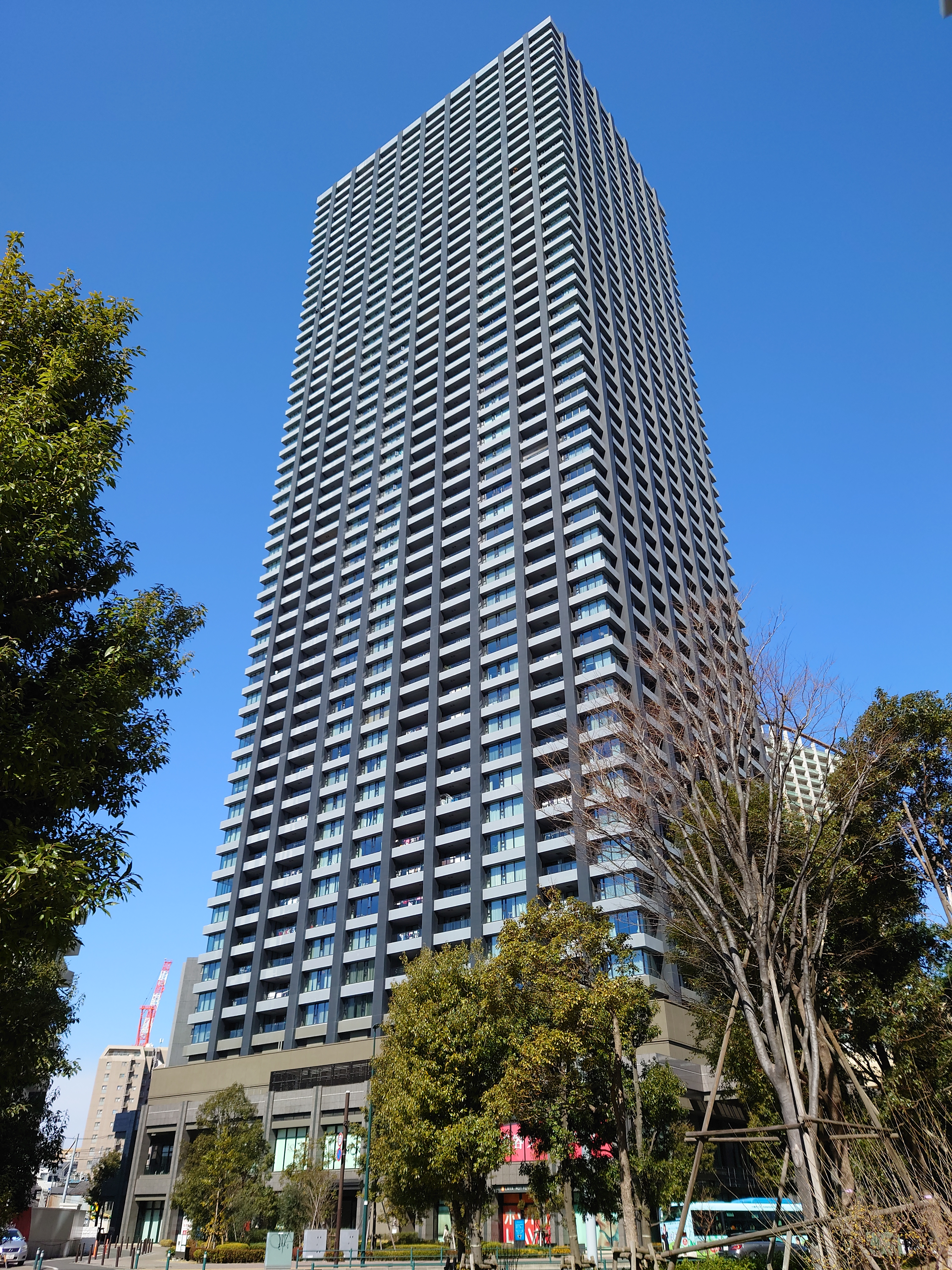

City Tower武藏小杉（日語：シティタワー武蔵小杉, シティタワーむさしこすぎ）是位於日本神奈川縣川崎市中原區的一座53層高的超高層公寓，竣工於2016年1月。這座建築也是神奈川縣第三高的建築，以及日本第18高的超高層公寓。公寓的開發商是住友不動產，修建在東京機械製作所玉川製造所第二工場的舊址上。戶數共有800戶。這座公寓也是武藏小衫站附近地區住友不動產唯一的公寓。